# Triodontus maroantsetrae
Triodontus maroantsetrae är en skalbaggsart som beskrevs av Renaud Maurice Adrien Paulian 1976. Triodontus maroantsetrae ingår i släktet Triodontus och familjen Orphnidae. Inga underarter finns listade i Catalogue of Life.